# Българско училище „Ние врабчетата“
Българското училище „Ние врабчетата“ (на немски: Bulgarische Schule „Wir Spatzen“) е училище на българската общност в град Щутгарт, провинция Баден-Вюртемберг, Германия. Създадено е през 2010 г. То се самофинансира чрез годишни учебни такси и чрез дружество „Мартеница“. През учебната 2023 – 2024 г. в него се обучават 50 деца от първи до шести клас.
В училището се обучават деца от български и смесен произход, по предметите – български език и литература, човекът и обществото, история и география на България. Учебните занятия се провеждат в събота, ваканциите се ориентират спрямо официалните училищни ваканции в провинция Баден-Вюртемберг. Занятията се провеждат в общински помещения в Stuttgart Ost, както и дистанционно – онлайн обучение.

## История
Училището е основано през септември 2010 г., благодарение на родителска инициатива като част от Българско културно дружество „Мартеница“ в Щутгарт, провинция Баден-Вюртемберг.